# Euhadra sadoensis
Euhadra sadoensis é uma espécie de gastrópode da família Camaenidae.
É endémica de Japão.